# الحد (مدينة)
مدينة الحد هي مدينة بحرينية تتبع إدرياً محافظة المحرق شمال شرق البلاد.

## سبب التسمية
الحد في اللغة العربية يطلق على اللسان الممتد من الرمال في البحر، ويطلقه أهل البحر في الخليج على كل شريط رملي يظهر في عرض البحر ويمنع السفن من اجتيازه حتى في ساعات المد. والحد بلغة أهل الخليج العربي هي الأرض التي يغطيها ماء البحر بشكل طفيف عند المد السقي، وينحسر الماء عن هذه الأرض عند الجزر الثبر لتكون جزءاً واضحاً من اليابسة، ويوجد في الخليج العربي أكثر من مئة مُسمَّى بالحد مثل حد الذيب وحد الجمل.

## التاريخ
منذ النصف الثاني من القرن التاسع عشر أصبحت الحد بندراً من بنادر الغوص في الخليج العربي، لذلك اشتهر أهل هذه المدينة بمهنة الغوص قبل اكتشاف النفط، لذا نجد أن لكل عائلة من عوائل مدينة الحد ارتباطاً وثيقاً بالبحر كونه المصدر الرئيسي لدخلها. وحتى وقتٍ قريبٍ كانت الحد من المواقع المهمة لصيد الأسماك في البحرين لما تمتاز به سواحلها من كثرة المصائد المثبتة بشواطئها (الحضور).
وقد كانت الحد قديماً تمتد من شمال منطقة الزمة - وهو بستانٌ معروفٌ فيها - إلى رأسها الجنوبي، والذي يُدعَى رأس الماشية باعتبارهم يصلون عليها مشياً على الأقدام، بسبب قربه من البحر. ومن الظواهر المألوفة عند أهل الحد قديماً أن مدَّ البحر كان يغمر جوانب كثيرة من أطرافها وخصوصاً إذا ما كان هذا المد مصحوباً بالعواصف، ولقد أصبحت هذه الظاهرة معدومةً حالياً بسبب الدفان.
وحتى عقد الستينات لم يكن في الحد سوى شارعٌ واحدٌ يقسم المدينة إلى قسمين: قسم شرقي وآخر غربي، وتتخلّل كل قسمٍ منهما طرقاتٌ ضيّقة على جانبيه، حيث تتمركز مساكن عوائل الحد فيها مؤدّيةً إلى الشّاطئين الغربي والشرقي للمدينة. وقد تأسست في مدينة الحد منذ وقتٍ مبكرٍ العديد من الأندية والجمعيات ذات النفع الاجتماعي العام، من أبرزها: نادي النهضة (نادي الحد الرياضي والثقافي) الذي تأسس عام 1936م.

### العصر الحديث

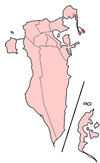
موقع مدينة الحد - مملكة البحرين.

تشهد مدينة الحد في العصر الحديث طفرة عمرانيّة واقتصاديَّة متميزة، فبعد حركة الرَّدم والدفان بلغت مساحة مدينة الحد 15 كم2، ويقدر عدد سكان مدينة الحد بنحو 14,550 نسمة. ويوجد بمدينة الحد عددٌ من المرافق الحيوية بالمملكة، من أبرزها شركة بناء وإصلاح السفن - أسري - الواقعة بالحوض الجاف، بالإضافة إلى مصنع الحديد والصلب.
كذلك تمَّ افتتاح مدينة سلمان الصناعية قرباً من مدينة الحد، والتي تعتبر أكبر مدينة صناعية في البحرين على الإطلاق، إضافة إلى وجود ميناء خليفة بن سلمان البحري الذي افتتح مؤخراً، وافتُتِحَ بالقرب من نادي الحد مجمَّع لولو هايبر ماركت بتاريخ 19 من نوفمبر سنة 2011، وذلك ليخدم مواطني المنطقة ويعزّز التجارة.
ويربط مدينة الحد بالعاصمة المنامة جسر بحري هو جسر الشيخ خليفة بن سلمان، وهو شريانٌ جديدٌ يعزّز ويخدم حركة المواصلات في البحرين.

## الموقع
تقع مدينة الحد في الطرف الجنوبي الشرقي لجزيرة المحرق، الواقعة شمال شرق مملكة البحرين. وهي في الأصل عبارة عن شريط مستطيل من الرمل ممتد من الشمال إلى الجنوب في البحر لا يتعدى طوله الكيلومتر، أما عرضه فلا يتجاوز مائتين وثلاثمائة متر وهو يمتد حتى يصل رأسه الجنوبي إلى مائة متر تقريبا. وتقع بالقرب من مدينة الحد جزر صغيره منها جزيرتي أم الشجر وجليعه حيث تم دفن جزيرة أم الشجر ودمجها مع مدينة الحد لزيادة الرقعة العمرانية فيها.